# Handel ludźmi
Handel ludźmi, zwany też handlem żywym towarem – nazwa przestępczego procederu, będącego współczesną formą niewolnictwa.
Początkowo pod tym pojęciem rozumiano wyłącznie handel kobietami, zmuszanymi do prostytucji, jednak znaczenie pojęcia uległo znacznemu rozszerzeniu i obejmuje wszelkie działania skierowane na wyzysk ludzi, niezależnie od płci i wieku, naruszające prawo do decydowania o sobie. Wyzysk ten związany jest zazwyczaj z użyciem przemocy, co jest dla ofiar ogromnym obciążeniem fizycznym i psychicznym. Ofiary handlu żywym towarem w efekcie traumatycznych przeżyć często doświadczają chorób psychicznych i popadają w różne formy uzależnień. Wobec ofiar stosowane są działania naruszające ich seksualność, indywidualną wolność i cielesną nienaruszalność. Pozostałe czyny karalne, których dopuszczają się agresorzy wobec ofiar, to naruszenia prawa pracy i prawa ubezpieczeń społecznych, zwłaszcza wobec cudzoziemców.

## Formy handlu ludźmi
Formy handlu ludźmi:
- handel dziećmi w celu zatrudniania ich jako służby domowej (także w krajach rozwiniętych), taniej siły roboczej na plantacjach, w kopalniach itp., do świadczenia usług seksualnych (np. w ramach turystyki seksualnej) itp.;
- nielegalne adopcje, często zagraniczne, w celu zmuszania do popełniania drobnych przestępstw kryminalnych lub żebrania;
- handel kobietami – nakłanianie kobiet do wyjazdu do pracy za granicą w innym charakterze, a następnie zmuszaniu ich do prostytucji, ewentualnie nakłanianie kobiet do wyjazdu za granicę w celu uprawiania prostytucji, ale przedstawianie im nieprawdziwego obrazu warunków, w jakich będzie się to odbywało;
- handel narządami ludzkimi – sprzedaż (nielegalna w większości państw) organów do przeszczepu, pobieranych za niewielką opłatą od żywych dawców w krajach ubogich, ale też od dzieci, w tym celu porywanych i zabijanych, skazańców po wykonaniu egzekucji itp.;
- handel tanią siłą roboczą – za swoją pracę osoby takie otrzymują wynagrodzenie niższe, niż dopuszcza prawo danego kraju; zarówno ich pobyt, jak i praca są nielegalne.

## Handel w celach seksualnych
Chodzi tu o przymuszanie do prostytucji, a także do udziału w produkcji pornografii. Ofiary to w większości kobiety i dzieci. Handel w celach seksualnych obejmuje nabór osób, ich przetrzymywanie, przewożenie lub zmuszanie do komercyjnych aktów nierządu, z użyciem siły, na drodze oszustwa lub pod przymusem albo gdy osoby nakłaniane do udziału w tym procederze nie ukończyły 18 roku życia. Dotyczy to także sytuacji, kiedy dana osoba świadomie wyjeżdża w celu uprawiania prostytucji, ale wyobraża sobie (na podstawie informacji handlarzy), że będzie to wyglądało inaczej. Nierzadko w procederze „handlu żywym towarem” biorą udział osoby z najbliższego otoczenia kobiety. Każdego roku ofiarą handlu w celu seksualnego wyzysku pada kilkaset tysięcy kobiet.

## Handel w celu wykorzystania siły roboczej
Procederu tego nie należy mylić z migracją zarobkową ani z pracą na czarno. Z handlem ludźmi mamy do czynienia wtedy, gdy pracownicy zagraniczni są wykorzystywani do pracy z obejściem przepisów prawa pracy. Przykładem może tu być zmuszanie do pracy w charakterze pomocy domowej, co w wielu państwach nie podlega przepisom prawa pracy (bądź obowiązujące prawo jest lekceważone) i gdzie często panują zależności bliskie niewolnictwu. Kobiety są tu często dodatkowo wykorzystywane seksualnie. Analiza przypadków wyzysku w tym obszarze wskazuje na następujące działania: brak wynagrodzeń, głodzenie jako kara za nieposłuszeństwo, znęcanie się psychiczne, brak czasu wolnego, izolacja, obrażenia ciała, wykorzystywanie seksualne.

## Handel narządami ludzkimi
Proceder handlu narządami powstał w wyniku rosnącego zapotrzebowania na narządy ludzkie do przeszczepów w krajach uprzemysłowionych. „Dawcy” narządów pochodzą zazwyczaj z krajów Trzeciego Świata, zaś tak zdobyte narządy są oferowane w krajach uprzemysłowionych na czarnym rynku. Ponieważ jest to proceder stosunkowo nowy, brak dotychczas wyraźnego rozgraniczenia między legalnym i nielegalnym handlem narządami. Brak też precyzyjnych danych mówiących o zakresie zjawiska.
Krajami, gdzie ten proceder jest szczególnie rozwinięty i sporo ludzi sprzedaje swe organy, np. płuco, nerkę itp., jest Mołdawia czy Indie. Powstały tam nawet specjalne „kliniki” zajmujące się takim procederem.
Narządy bywają też pozyskiwane od więźniów, na których wykonano wyrok śmierci (Chiny), a także od porywanych i zabijanych specjalnie w tym celu dzieci w krajach ubogiego Południa.

## Przyczyny
Przy analizie przyczyn handlu żywym towarem rozróżnić należy działanie czynników przyciągających (ang. pull) oraz czynników wypychających (push). Czynniki wypychające to przede wszystkim ubóstwo, bezrobocie, braki w wykształceniu oraz dyskryminacja ze względu na płeć w krajach, z których pochodzą ofiary. Czynniki przyciągające w krajach docelowych to wysokie zapotrzebowanie na tanie usługi seksualne, zwłaszcza ze strony „egzotycznych kobiet”, a także rosnący popyt na niewykwalifikowaną siłę roboczą i dawców organów.

## Historia
W drugiej połowie XIX w. i na pocz. XX w Europie działały organizacje sprzedające młode kobiety głównie do Ameryki Południowej, gdzie zmuszano je do prostytucji. Jedną z tych organizacji było założone w 1890 Warszawskie Towarzystwo Wzajemnej Pomocy, później Cwi Migdal. Wiele kobiet pochodziło z Polski.

## Handel ludźmi w prawie polskim
Z przepisów obowiązujących w Polsce po 1918 r. Kodeks Tagancewa w art. 5621 zakazywał nakłaniania osoby płci żeńskiej poniżej 21 lat do wyjazdu za granicę w celu zawodowego uprawiania nierządu, zaś użycie przy tym przemocy, groźby, oszustwa, nadużycie władzy lub wykorzystanie przymusowego położenia skutkowało karą bez względu na wiek ofiary, surowiej traktowano popełnianie tego zawodowo. Kodeks niemiecki z 1871 r. zakazywał stręczenia (§ 180 i 181) i uprowadzenia w zamiarze nakłaniania do nierządu lub małżeństwa (§ 236 i 237), austriacki z 1852 r. stręczenia osoby niewinnej (§ 132 i 133) oraz porwania w celu nierządu lub małżeństwa (§ 96 i 97).
Rozporządzenie Prezydenta Rzeczypospolitej z 29 lipca 1927 r. o karach za handel kobietami i dziećmi oraz za inne popieranie nierządu wprowadzało zróżnicowane kary w zależności od obowiązującego kodeksu.
Kodeks Makarewicza (1932) ujednolicał odpowiedzialność za wywóz z kraju innej osoby w celu przeznaczenia jej do uprawiania zawodowego nierządu (art. 211 z zaostrzeniem odpowiedzialności za popełnienie wobec osoby bliskiej, oddanej pod opiekę lub nieletniej w art. 212) i za oddanie innej osoby w stan niewolnictwa lub uprawianie handlu niewolnikami (art. 249).
Przepisy wprowadzające Kodeks Andrejewa (1969) zakazywały oddania innej osoby w stan niewolnictwa lub uprawiania handlu niewolnikami (art. VIII) oraz dostarczania, zwabiania lub uprowadzania w celu uprawiania nierządu innej osoby, nawet za jej zgodą, a także uprawiania handlu kobietami, nawet za ich zgodą, lub dziećmi (art. IX).
Kodeks karny (1997) w art. 189a za handel ludźmi grozi kara pozbawienia wolności od 3 lat do 20 lat (przed 1 października 2023 r. do 15 lat zgodnie z art. 37), za przygotowania do takiego handlu od 3 miesięcy do lat 5.
Do roku 2010 polski Kodeks karny nie zawierał definicji handlu ludźmi. Korzystano wtedy z regulacji prawa międzynarodowego. Legalna definicja tego zjawiska w polskim prawie karnym uregulowana została dopiero w nowelizacji z dnia 8 września 2010 roku. Zgodnie z art. 115 § 22 Kodeksu karnego handel ludźmi stanowi werbowanie, transport, dostarczanie, przekazywanie, przechowywanie lub przyjmowanie osoby przy użyciu m.in. przemocy, groźby, uprowadzenia lub podstępu. Zazwyczaj głównym celem tego procederu jest wykorzystanie ofiary do pracy przymusowej, niewolnictwa, żebractwa, pornografii, a nawet pozyskania tkanek, komórek lub narządów należących do ofiary. Należy zaznaczyć przy tym, iż nawet jeśli proceder odbywa się za zgodą ofiary, stanowi on przestępstwo. W przypadku ofiar małoletnich nie jest wymagane używanie przemocy, groźby, uprowadzenia, podstępu czy też nadużycia stosunku zależności. Nie jest konieczne również udzielanie korzyści majątkowych. Wystarczy, że osoba małoletnia stała się obiektem werbunku, transportu, przekazywania lub przyjmowania. Ofiara tego przestępstwa, poza nielicznymi wyjątkami, nie godzi się na wykorzystanie albo przynajmniej nie akceptuje skali wykorzystania.
W Kodeksie karnym przewidziana została również zbrodnia, polegająca na powodowaniu przez sprawcę oddania ofiary w stan niewolnictwa oraz utrzymywania jej we wspomnianym stanie. Legalną definicję niewolnictwa reguluje art. 115 § 23 Kodeksu karnego. Zgodnie z jego treścią o niewolnictwie mówi się, mając na myśli stan zależnym, w którym człowiek traktowany jest jak przedmiot własności. Podstawowa różnica między niewolnictwem a handlem ludźmi polega na tym, iż w pierwszym przypadku proceder ten zawsze odbywa się bez zgody ofiary.
Zarówno handel ludźmi, jak i niewolnictwo stanowią przestępstwa, w związku z czym podlegają karze. Jej wysokość w przypadku pierwszego zjawiska określa art. 189a Kodeksu karnego. Proceder handlu ludźmi zagrożony jest karą od 3 do 20 lat pozbawienia wolności, co oznacza, że czyn ten stanowi zbrodnię – jest to przestępstwo bardzo groźne i stanowiące zagrożenie dla porządku prawnego. Zgodnie z powyższym, handel ludźmi stanowi także czynienie przygotowań do dokonania tego przestępstwa oraz niezawiadomienie stosownych organów ścigania w przypadku posiadania wiarygodnych informacji na temat przygotowania, usiłowania lub dokonania przestępstwa. Przestępstwo to jest ścigane z urzędu, co oznacza, że nie jest wymagana zgoda ofiary na wszczęcie postępowania. Na jego mocy przestępstwo handlu ludźmi zagrożone jest karą pozbawienia wolności od 3 do 20 lat, natomiast czynności zmierzające do jego przygotowania podlegają karze pozbawienia wolności na okres od 3 miesięcy do 5 lat.
Handel ludźmi narusza prawa do wolności przysługujące każdemu człowiekowi na mocy Konstytucji RP. Godzi on w prawo „do decydowania o sobie, o swoim życiu, o wyborze miejsca pobytu i sposobu postępowania”. Człowiek jest traktowany jak przedmiot posiadający wartość handlową, która wyznacza jego przydatność do celów obranych przez sprawców. Najczęściej jest to eksploatacja seksualna lub ekonomiczna, w tym praca przymusowa, żebractwo, zmuszanie do kradzieży lub popełniania innych przestępstw, przymusowe pobieranie organów.
Handel ludźmi jest przestępstwem charakteryzującym się wielością działań i różnorodnością form wykorzystania. Z uwagi na to często w stosunku do ofiar handlu ludźmi są popełniane czyny zabronione ścigane z artykułów dotyczących przestępstw na tle seksualnym oraz przestępstw przeciwko wolności. Do tych przestępstw kwalifikuje m.in. czyny zawarte w art. 191 kk – stosowanie przemocy lub groźby bezprawnej w celu zmuszenia innej osoby do określonego zachowania; art. 191a kk – utrwalenie wizerunku nagiej osoby lub osoby w trakcie czynności seksualnej poprzez użycie przemocy, groźby, podstępu; art. 203 kk – doprowadzenie innej osoby do uprawiania prostytucji z użyciem przemocy, groźby bezprawnej, podstępu lub wykorzystania stosunku zależności lub krytycznego położenia; art. 204 § 1 kk – nakłanianie innej osoby do uprawiania prostytucji lub ułatwianie uprawiania prostytucji w celu osiągnięcia korzyści majątkowej; art. 204 § 2 – czerpanie korzyści majątkowych z uprawiania prostytucji przez inną osobę; art. 204 § 3 – nakłanianie małoletniego do uprawiania prostytucji lub ułatwianie mu uprawiania prostytucji w celu osiągnięcia korzyści majątkowej bądź czerpanie korzyści majątkowych z uprawiania prostytucji przez małoletniego.
W toku czynności zmierzających do popełnienia omawianego czynu często popełniane są takie przestępstwa jak art. 264 § 1 i 2 kk – przekraczanie oraz organizowanie przekraczania granicy państwowej RP wbrew przepisom; art. 270 § 1 kk – podrabianie dokumentów; art. 275 § 1 kk – kradzież lub zatrzymanie dokumentu tożsamości; art. 276 kk – niszczenie lub ukrywanie dokumentu.
W latach 2013–2015 nastąpił wzrost ilości przypadków handlu ludzi do pracy przymusowej w stosunku do innych rodzajów handlu ludźmi. Nowego wymiaru w kontekście ścigania handlu ludźmi nabierają również zachowania penalizowane w Kodeksie karnym, jako przestępstwa przeciwko prawom osób wykonujących pracę zarobkową. Art. 218 § 1a kk – złośliwe lub uporczywe naruszania praw pracowniczych; art. 220 § 1-3 kk – narażanie zdrowia albo życia pracownika; art. 221 kk – niezawiadomienie o wypadku przy pracy. Ponadto w 2012 r. weszła w życie ustawa z dnia 15 czerwca 2012 r. o skutkach powierzania wykonywania pracy cudzoziemcom przebywającym wbrew przepisom na terytorium Rzeczypospolitej Polskiej. W ustawie określone są sankcje dla podmiotów powierzających wykonywanie pracy cudzoziemcowi przebywającemu bez ważnego dokumentu uprawniającego do pobytu na terytorium RP oraz zasady dochodzenia roszczeń z tytułu wynagrodzenia i związanych z nim świadczeń przez cudzoziemca.
Najczęstszymi ofiarami pracy przymusowej w Polsce stają się cudzoziemcy w wieku 20–50 lat. Zdecydowana większość to mężczyźni z wykształceniem zawodowym bądź średnim. Na podstawie zgromadzonego materiału ustalono, że wszystkie ofiary były bezrobotne i raczej bezradne społecznie. Nie bez znaczenia jest również fakt, że ofiary pracy przymusowej w Polsce pochodzą z ubogich państw o dużej skali bezrobocia i gdzie wynagrodzenie za pracę jest niskie. W wielu przypadkach ofiary miały na utrzymaniu rodziny w kraju swojego pochodzenia. Ofiary, chcąc przyjechać do Polski, często musiały zadłużyć się w swoim kraju, aby pokryć koszty transportu i pośredników organizujących pracę w Polsce.
Wśród ofiar pracy przymusowej dominują cudzoziemcy z krajów Europy Wschodniej, głównie Ukrainy. Zdecydowana większość ofiar nie znała języka polskiego. Ofiary pracy przymusowej przebywały w Polsce nielegalnie, najczęściej dotyczyło to Ukraińców, którzy przyjeżdżali do Polski na podstawie wiz turystycznych. Część ofiar (np. obywatele Bangladeszu czy Filipin) posiadała wizy i zezwolenia na pracę w Polsce. Zatem legalny pobyt cudzoziemca wcale nie przesądza o tym, że nie może on stać się ofiarą pracy przymusowej.

## Prawo międzynarodowe
Tego typu praktyki są zakazane przez konwencje międzynarodowe, m.in. Europejską Konwencję Praw Człowieka w art. 4, Międzynarodowy Pakt Praw Obywatelskich i Politycznych w art. 8, Międzynarodowy Pakt Praw Gospodarczych, Społecznych i Kulturalnych w art. 6. Powszechna Deklaracja Praw Człowieka w art. 4 stwierdza: „Nie wolno nikogo czynić niewolnikiem ani nakładać na nikogo służebności; niewolnictwo i handel niewolnikami są zakazane we wszystkich swych postaciach.”
Pierwsze porozumienie międzynarodowe zawarto w Paryżu 18 maja 1904 roku, kolejne 4 maja 1910.
Traktat wersalski w art. 23 c) powierzał Lidze Narodów ogólny nadzór nad porozumieniami w sprawie handlu kobietami i dziećmi, handlu opium i innymi szkodliwymi środkami.
Kolejnymi umowami były:
- Konwencja o zwalczaniu handlu kobietami i dziećmi, podpisana w Genewie 30 września 1921 roku[26]
- Konwencja w sprawie niewolnictwa podpisana w Genewie 25 września 1926
- Konwencja dotycząca zwalczania handlu kobietami pełnoletnimi, podpisana w Genewie 11 października 1933[27]
- Protokół o zmianie Konwencji z 1921 i 1933 r. podpisany w Lake Success 12 listopada 1947[28]
- Konwencja w sprawie zwalczania handlu ludźmi i eksploatacji prostytucji przyjęta przez ONZ 2 grudnia 1949
- Uzupełniająca Konwencja w sprawie zniesienia niewolnictwa, handlu niewolnikami oraz instytucji i praktyk zbliżonych do niewolnictwa podpisana w Genewie 7 września 1956[29]
- Konwencja o morzu pełnym zawarta w Genewie 29 kwietnia 1958 w art. 13 głosi: Każde Państwo jest obowiązane do podjęcia skutecznych środków dla zapobiegania i karania przewozu niewolników na statkach uprawnionych do podnoszenia jego bandery oraz do zapobiegania bezprawnemu użyciu jego bandery w tym celu. Każdy niewolnik, który schroni się na statku jakiejkolwiek bandery, staje się wolny ipso facto (łac. siłą rzeczy). Art. 22 dozwala na prawo wizyty i rewizji przez okręt wojenny, m.in. w wypadku gdy zachodzą uzasadnione podejrzenia że statek wodny uprawia piractwo albo zajmuje się handlem niewolnikami[30].
- Konwencja w sprawie likwidacji wszelkich form dyskryminacji kobiet z 18 grudnia 1979, art. 6 Państwa Strony podejmą wszelkie stosowne kroki, w tym również ustawodawcze, w celu położenia kresu wszelkim formom handlu kobietami oraz ciągnięciu zysków z prostytucji kobiet.
- Konwencja Narodów Zjednoczonych o prawie morza podpisana 10 grudnia 1982 w Montego Bay powtórzyła zakaz przewożenia niewolników droga morską w art. 99, zaś w art. 110 rozszerzyła prawo rewizji na wszystkie inne należycie upoważnione statki morskie lub powietrzne, posiadające wyraźne znaki rozpoznawcze świadczące o tym, że pozostają w służbie rządowej.
- Konwencja o prawach dziecka podpisana 20 listopada 1989 w art. 34 zobowiązuje strony do ochrony dzieci przed wszelkimi formami wyzysku seksualnego i nadużyć seksualnych, a w art. 35 do przeciwdziałania uprowadzeniom, sprzedaży bądź handlowi dziećmi, dokonywanych dla jakichkolwiek celów i w jakiejkolwiek formie[31].

Statut Międzynarodowego Trybunału Wojskowego w Norymberdze (1945) obracanie ludzi w niewolników zalicza do zbrodni przeciw ludzkości (art. VI c), podobnie artykuł 7 Statutu Międzynarodowego Trybunału Karnego (1998). W Konwencji z 1968 zakazano przedawnienia takich zbrodni.
15 listopada 2000 Zgromadzenie Ogólne ONZ przyjęło Protokół o zapobieganiu zwalczaniu oraz karaniu za handel ludźmi, w szczególności kobietami i dziećmi uzupełniający Konwencję Narodów Zjednoczonych przeciwko międzynarodowej przestępczości zorganizowanej nazywany również Protokołem z Palermo. Istotnego znaczenia nadaje mu wprowadzenie do prawa międzynarodowego definicji pojęcia „handel ludźmi”.
W ten sposób określane jest werbowanie, transport, przekazywanie, przechowywanie lub przyjmowanie osób z zastosowaniem gróźb lub użyciem siły lub też z wykorzystaniem innej formy przymusu, uprowadzenia, oszustwa, wprowadzenia w błąd, nadużycia władzy lub wykorzystania słabości, wręczenia lub przyjęcia płatności lub korzyści dla uzyskania zgody osoby mającej kontrolę nad inną osobą, w celu wykorzystania. Oznacza to także zmuszanie do prostytucji i pornografii, pracę lub usługi o charakterze przymusowym, niewolnictwo lub praktyki do niego podobne, zniewolenie oraz handel ludzkimi organami (art. 3 a).
O handlu żywym towarem można mówić wtedy, gdy w sposób stały i powtarzalny naruszane są prawa podstawowe wykorzystywanych osób. Definicji tej nie spełnia działalność na międzynarodowym rynku matrymonialnym oraz pośrednictwo przy adopcjach.
Trudniący się handlem żywym towarem traktują ludzi jak towar, a siebie postrzegają jako pośredników w wymianie handlowej. Nielegalna migracja kategoryzowana jest tu jako przemyt i nie stanowi formy handlu żywym towarem. Działalność związana z handlem żywym towarem to werbunek, przewóz, udzielanie noclegów i odbiór ludzi. Metody stosowane w tym procederze to grożenie lub użycie przemocy, różne formy wymuszeń, takie jak uprowadzenia, podstępne zwodzenie, nadużycie władzy, środki nacisku, wykorzystanie stosunku podległości i/lub przekupstwo.
Międzynarodowa Organizacja Pracy uchwaliła konwencje nr 29 i 105 przeciw pracy przymusowej oraz nr 182 w sprawie eliminowania najgorszych form pracy dzieci, w tym prostytucji dziecięcej.

### Rada Europy
- Europejska Konwencja Praw Człowieka podpisana w Rzymie 3 listopada 1950 w art. 4 zakazuje trzymania w niewoli lub poddaństwie
- Konwencja Rady Europy o przysposobieniu dzieci z 24 kwietnia 1967 sporządzona w Strasburgu głosi w art. 15 Przepisy powinny uniemożliwiać uzyskiwanie bezpodstawnych korzyści finansowych w związku z przysposobieniem dziecka[36]
- Konwencja Rady Europy w sprawie działań przeciwko handlowi ludźmi, sporządzona w Warszawie 16 maja 2005 roku[37]
- Konwencja Rady Europy o ochronie dzieci przed seksualnym wykorzystywaniem i niegodziwym traktowaniem w celach seksualnych sporządzona w Lanzarote 25 października 2007 r. w art. 19 zabrania zmuszania lub nakłaniania dzieci do prostytucji bądź korzystania z niej bez względu na to, czy zapłatę, obietnicę lub jakikolwiek inne świadczenie tytułem zapłaty otrzymało dziecko czy też osoba trzecia[38].

### Unia Europejska
- Propozycja rezolucji ogólnej w sprawie zwalczania handlu żywym towarem z 21 grudnia 2000, KOM(2000) 854 ost./2, ABl. C 62 E z 27 lutego 2001, 321.
- Zalecenie (2000) 11 Komitetów Rady Europejskiej co do Zwalczania Handlu Żywym Towarem dla celów seksualnych.
- Uchwalenie Rezolucji Ogólnej 27./28 września 2001.
- Karta praw podstawowych Unii Europejskiej zakazuje handlu ludźmi w art. 5

### Organizacja Bezpieczeństwa i Współpracy w Europie
- Program Organizacji Bezpieczeństwa i Współpracy w Europie w zakresie zwalczania handlu ludźmi przyjęty decyzją Stałej Rady nr 557 podczas 462 posiedzenia plenarnego 24 lipca 2003 roku[39]

## Przeciwdziałanie zjawisku
Podejmowane są rozmaite formy i próby przeciwdziałania oraz ograniczania skali handlu „żywym towarem”. Na szczególną uwagę zasługuje La Strada. Istnieją również organizacje kościelne, których zadaniem jest opieka nad ofiarami ww. przestępstw, szczególnie w rejonach objętych konfliktami zbrojnymi.